# Jesus J. Sison
Jesus J. Sison (* 6. Mai 1918 in Bautista; † 26. März 2004) war Bischof von Tarlac. 

## Leben
Jesus J. Sison empfing am 29. März 1941 die Priesterweihe. Papst Johannes XXIII. ernannte ihn am 8. März 1963 zum Bischof von Tarlac. 
Der Erzbischof von Lingayen-Dagupan, Mariano Madriaga, spendete ihm am 11. Mai desselben Jahres die Bischofsweihe; Mitkonsekratoren waren Juan C. Sison, Koadjutorerzbischof von Nueva Segovia, und Emilio Cinense y Abera, Bischof vom Erzbistum San Fernando. 
Er nahm an der zweiten bis vierten Sitzungsperiode des Zweiten Vatikanischen Konzils teil. Von seinem Amt trat er am 21. Januar 1988 zurück.